# Teufelsberg

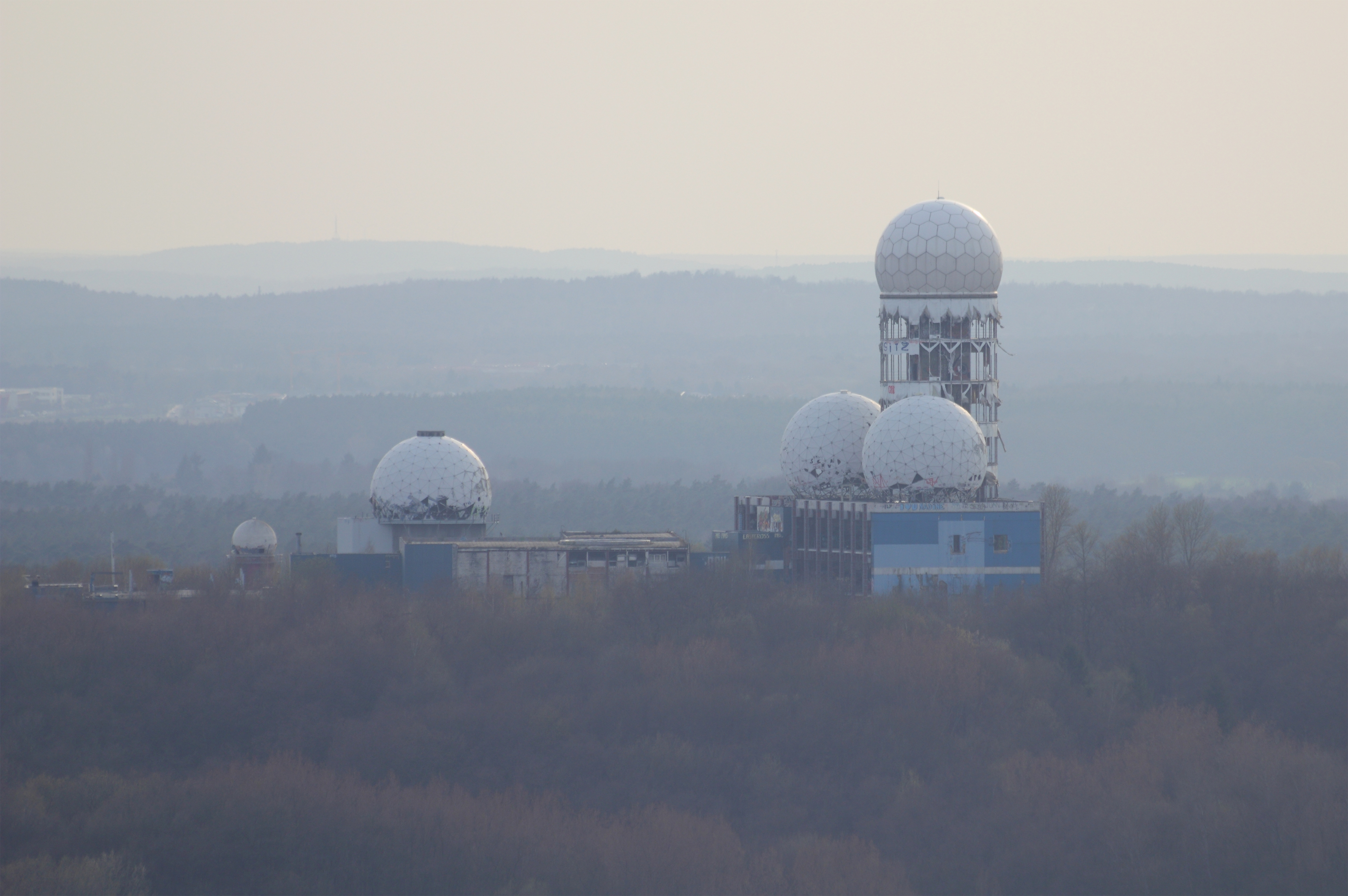
Antiga estação da NSA em Berlim

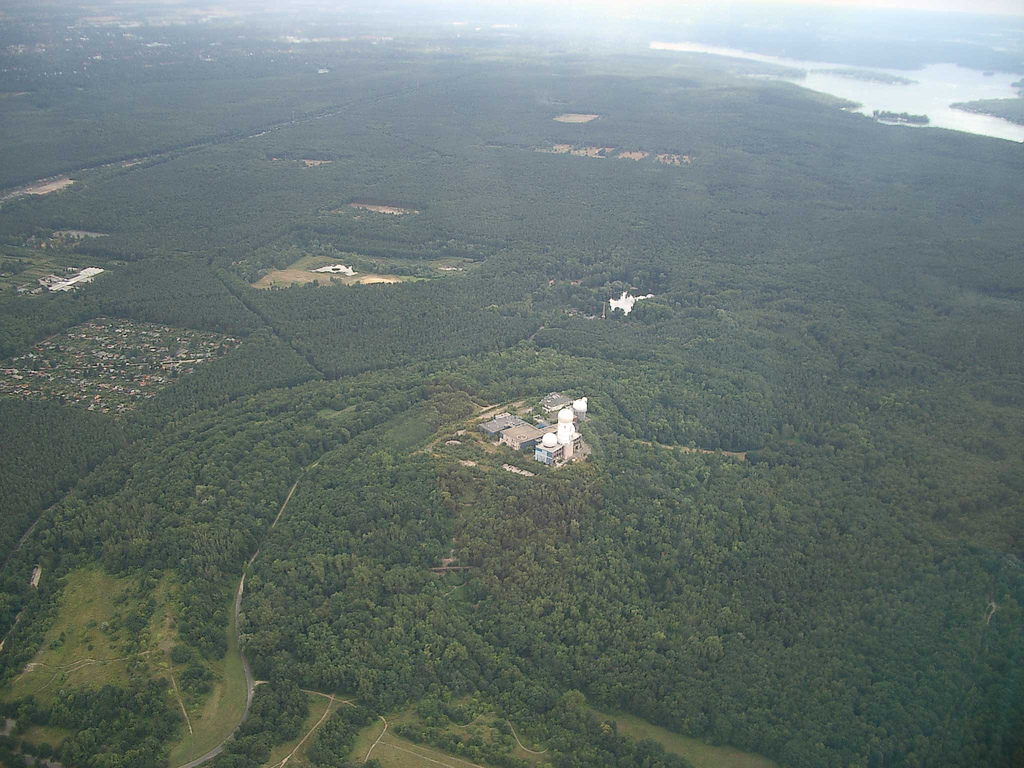
Vista aérea de Teufelsberg

Teufelsberg (Montanha do Diabo) é o ponto mais alto de Berlim, formado por escombros da Segunda Guerra Mundial. Embaixo dos escombros está soterrada uma escola técnica militar construída pelos nazistas, chamada Wehrtechnische Fakultät. O prédio era tão resistente que os Aliados da Segunda Guerra Mundial não conseguiram implodi-lo e por isso decidiram aterrá-lo com os escombros da Segunda Guerra Mundial. Os escombros foram cobertos por terra e por árvores. Teufelsberg fica onde outrora foi o setor britânico de Berlim. A partir de 1961, no topo da Teufelsberg, funcionou um edifício usado pela NSA, dos Estados Unidos, durante a Guerra Fria, para espionagem. Hoje é um ponto turístico de Berlim.